# Vulaines
Vulaines ist eine französische Gemeinde mit 225 Einwohnern (Stand: 1. Januar 2022) im Département Aube in der Region Grand Est (bis 2015 Champagne-Ardenne). Sie gehört zum Arrondissement Troyes und zum Gemeindeverband Le Pays d’Othe. Die Bewohner werden Vulainais und Vulainaises genannt.

## Geografie
Die Gemeinde Vulaines liegt an der Vanne auf halbem Weg zwischen den Städten Troyes und Sens. Die Gemeinde liegt im äußersten Südwesten der Region Grand Est an der Grenze zum Département Yonne und zur Region Bourgogne-Franche-Comté. Das 8,72 km² umfassende Gemeindegebiet erstreckt sich vom breiten Flusstal der Vanne im Süden über eine markante Geländestufe auf ein waldarmes Hochplateau im Norden. In dieses Plateau sind einige Trockentäler eingebettet, weil der kalkhaltige Untergrund hier Niederschlagswasser versickern lässt. Nachbargemeinden von Vulaines sind Planty im Norden, Saint-Benoist-sur-Vanne im Osten, Rigny-le-Ferron im Süden, Flacy im Südwesten sowie Bagneaux im Westen.

## Bevölkerungsentwicklung
| Jahr      | 1962 | 1968 | 1975 | 1982 | 1990 | 1999 | 2006 | 2014 | 2022 |
| --------- | ---- | ---- | ---- | ---- | ---- | ---- | ---- | ---- | ---- |
| Einwohner | 247  | 245  | 207  | 171  | 187  | 212  | 216  | 223  | 225  |

Im Jahr 1876 wurde mit 329 Bewohnern die bisher höchste Einwohnerzahl ermittelt. Die Zahlen basieren auf den Daten von cassini.ehess und INSEE.

## Sehenswürdigkeiten
- Kirche Saint-Antoine mit Skulpturen von Maria, Johannes und dem Heiligen Antonius, Monuments historiques[3][4][5]
- Croix Luquin, Flurkreuz

Kirche Saint-Antoine
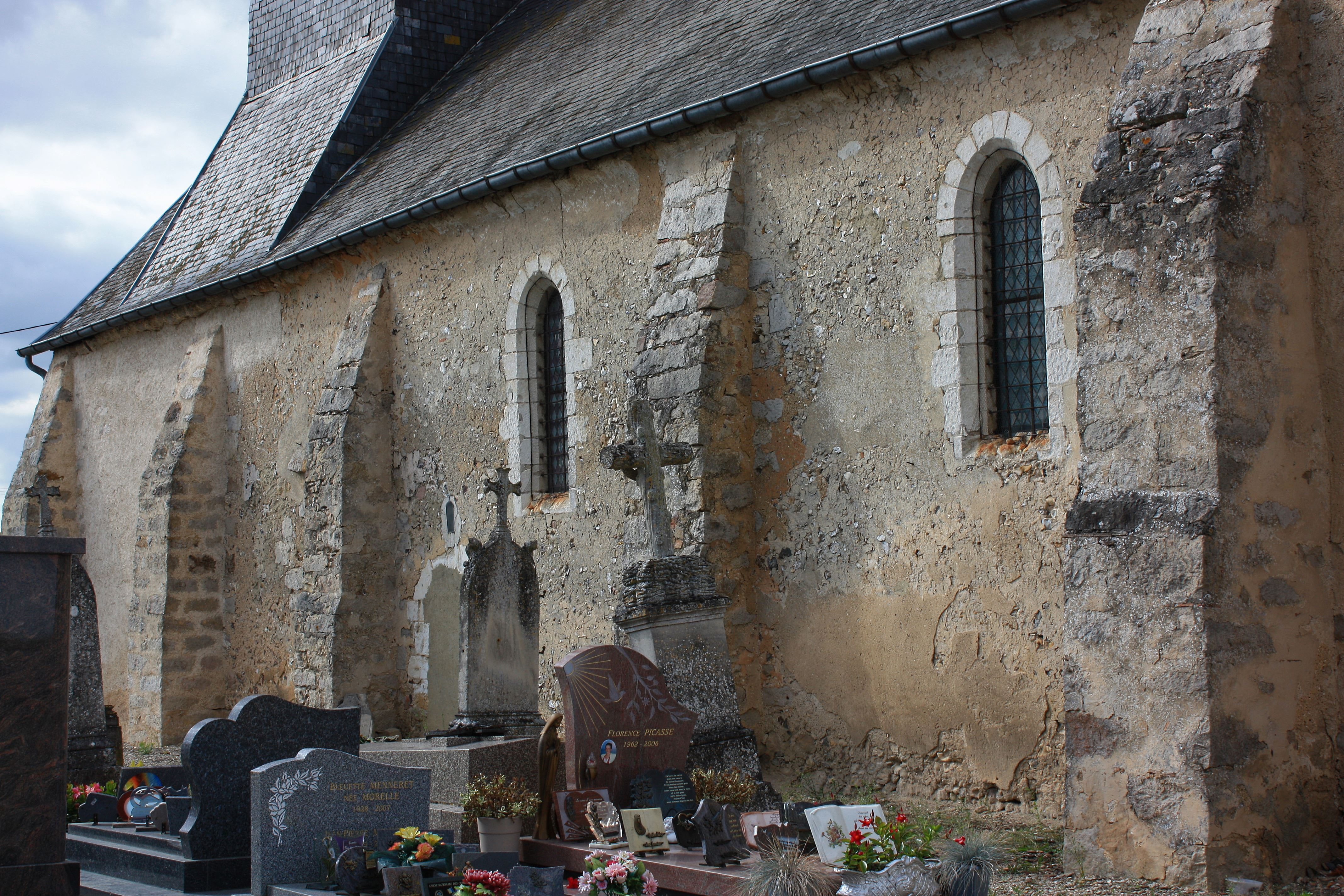
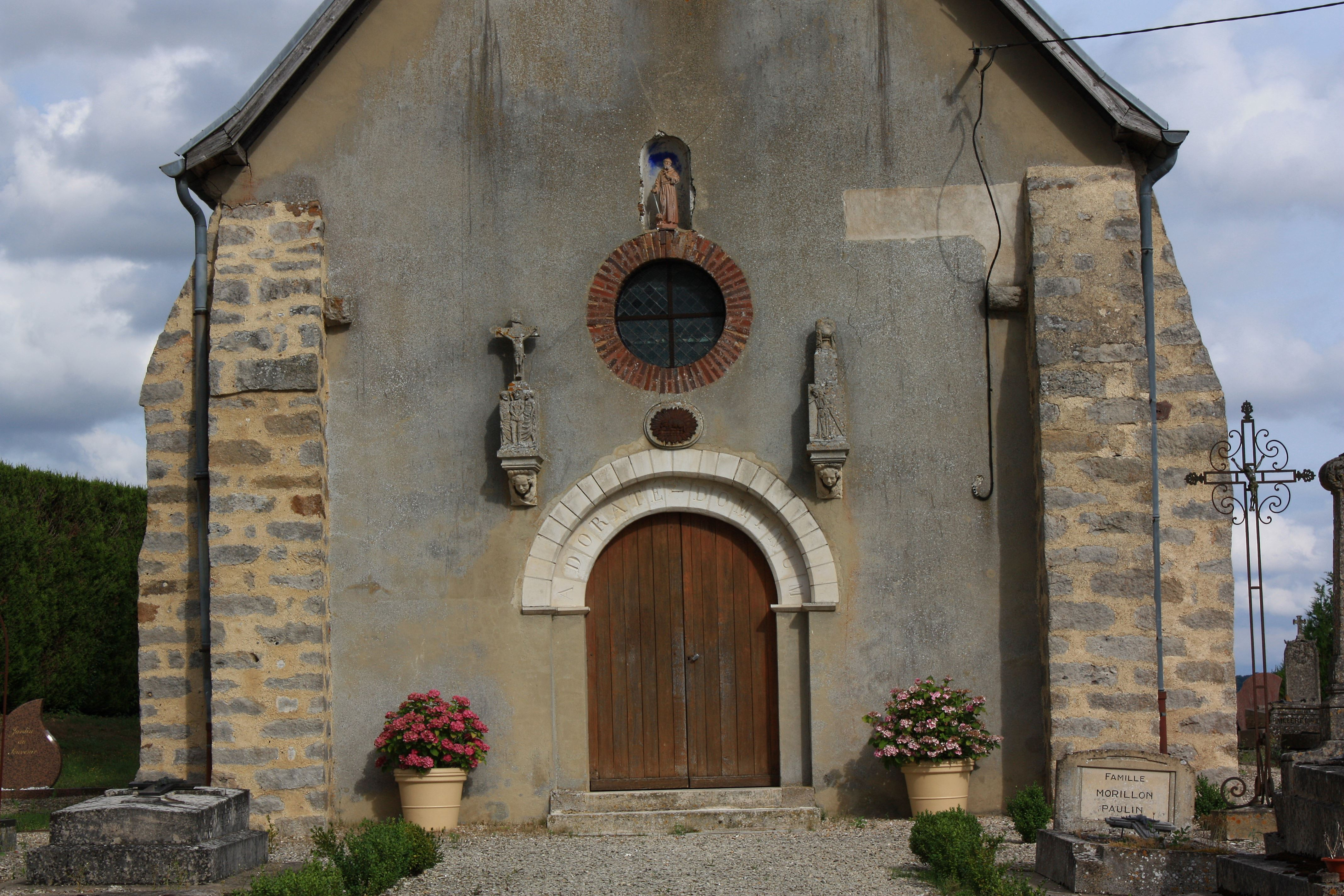

## Wirtschaft und Infrastruktur
In Vulaines sind neun Landwirtschaftsbetriebe ansässig, die sich hauptsächlich mit dem Getreideanbau beschäftigen. Im ehemaligen Steinbruch Carrière de la Crayère im Osten der Gemeinde wurde früher Kreide abgebaut.
Vulaines liegt verkehrsgünstig an der Fernstraße D 660 von Sens nach Troyes und der hier fast parallel verlaufenden Autoroute A5 von Paris nach Langres.

## Belege
1. ↑  Vulaines auf cassini.ehess
2. ↑  Vulaines auf INSEE
3. ↑  2 statues: Vierge et saint Jean de Calvaire in der Base Palissy des französischen Kulturministeriums (französisch)
4. ↑  Statue: Saint Antoine in der Base Palissy des französischen Kulturministeriums (französisch)
5. ↑  Statue: Sainte in der Base Palissy des französischen Kulturministeriums (französisch)
6. ↑  Landwirtschaftsbetriebe auf annuaire-mairie.fr (französisch)